# Irena Wasiutyńska
Irena Wasiutyńska (Petters-Wasiutyńska) (ur. 17 lipca 1908 w Wyma-Januszpolu, zm. 11 grudnia 1992 w Paryżu) – polska aktorka teatralna i filmowa, uczestniczka powstania warszawskiego.

## Życiorys
Ukończyła Gimnazjum Żeńskie i Państwowe Liceum w Poznaniu oraz Klasę Dramatyczną przy Państwowym Konserwatorium Muzycznym w Warszawie (1931). Występowała w Teatrach Miejskich w Łodzi (1931-1934), a następnie na scenach stołecznych: TKKT (1934-1936) oraz Teatrach: Polskim, Małym (1936-1937), Narodowym i Nowym (1938-1939).
Była członkinią Armii Krajowej (ps. Irena) oraz uczestniczką powstania warszawskiego, aczkolwiek brak informacji o przydziale. Po upadku powstania trafiła do niewoli niemieckiej (nr jeniecki 140058) i przebywała w obozach: Stalagu X B Sandbostel, KL Bergen-Belsen oraz Oflagu IX C Molsdorf. Po wyzwoleniu należała do zespołu Teatru Ludowego im. Wojciecha Bogusławskiego, prowadzonego przez Leona Schillera w Lingen. Pozostała na emigracji i zamieszkała wraz z mężem Jakubem Pettersem w Paryżu, gdzie prowadziła własną pracownię tworzyw sztucznych (plastiku).

## Filmografia
Opracowano na podstawie materiału źródłowego.
- Złota Maska (1939) - Mira Borychowska, kochanka Rudnickiego
- Geniusz sceny (1939) - gość na przyjęciu weselnym w "U mety"